# Salmonier Nature Park
Salmonier Nature Park är en park i Kanada.   Den ligger i provinsen Newfoundland och Labrador, i den östra delen av landet, 1 700 km öster om huvudstaden Ottawa. Salmonier Nature Park ligger 122 meter över havet.
Terrängen runt Salmonier Nature Park är platt. Trakten runt Salmonier Nature Park är nära nog obefolkad, med mindre än två invånare per kvadratkilometer.. Närmaste större samhälle är Holyrood, 16,8 km nordost om Salmonier Nature Park. 
I omgivningarna runt Salmonier Nature Park växer i huvudsak blandskog.